# 戸田博文
戸田 博文（とだ ひろふみ、1963年10月1日 - ）は、日本中央競馬会 (JRA) ・美浦トレーニングセンターに所属する調教師。専修大学卒業。

## 略歴
専修大学では馬術部に所属。2001年6月に厩舎を開業。初出走は同年6月24日福島競馬第4競走のケイアイミラクルで3着、初勝利は7戦目となる同年7月15日新潟競馬第4競走のケイアイミラクルであった。2002年のエーデルワイス賞をトーセンリリーで重賞初勝利。2006年のフラワーカップをキストゥヘヴンで制してJRA重賞初勝利。続く桜花賞も制してGI競走初勝利も同馬で達成した。

## 調教師成績
|            | 日付          | 競馬場・開催  | 競走名                     | 馬名             | 頭数 | 人気 | 着順 |
| ---------- | ------------- | ------------- | -------------------------- | ---------------- | ---- | ---- | ---- |
| 初出走     | 2001年6月24日 | 2回福島4日4R  | 3歳未勝利                  | ケイアイミラクル | 13頭 | 3    | 3着  |
| 初勝利     | 2001年7月15日 | 1回新潟2日4R  | 3歳未勝利                  | ケイアイミラクル | 14頭 | 2    | 1着  |
| 重賞初出走 | 2002年9月1日  | 3回新潟8日11R | 新潟2歳ステークス          | トーセンリリー   | 16頭 | 16   | 14着 |
| 重賞初勝利 | 2002年10月3日 | 3回門別6日10R | エーデルワイス賞           | トーセンリリー   | 14頭 | 6    | 1着  |
| GI初出走   | 2002年12月1日 | 5回阪神2日11R | 阪神ジュベナイルフィリーズ | トーセンリリー   | 18頭 | 13   | 13着 |
| GI初勝利   | 2006年4月9日  | 2回阪神6日11R | 桜花賞                     | キストゥヘヴン   | 18頭 | 6    | 1着  |

### 主な管理馬
※括弧内は当該馬の優勝重賞競走、太字はGI級競走。
- トーセンリリー （2002年エーデルワイス賞）
- キストゥヘヴン （2006年フラワーカップ、桜花賞、2008年京成杯オータムハンデキャップ、2009年中山牝馬ステークス）[9]
- ゴールドアグリ （2006年新潟2歳ステークス）[9]
- ミヤビペルセウス （2007年新潟ジャンプステークス）[9]
- ブレイクランアウト （2009年共同通信杯）[9]
- シンゲン （2009年新潟大賞典、エプソムカップ、2010年オールカマー）[9]
- シビルウォー （2011年ブリーダーズゴールドカップ、白山大賞典、2012年マーキュリーカップ、ブリーダーズゴールドカップ、2013年名古屋グランプリ）[10]
- フェノーメノ （2012年青葉賞、セントライト記念、2013年日経賞、天皇賞（春）、2014年天皇賞（春））[9]
- ロワジャルダン （2015年みやこステークス）[9]
- グランシルク （2017年京成杯オータムハンデキャップ）
- メートルダール （2017年中日新聞杯）
- ラストドラフト （2019年京成杯）
- デルマルーヴル（2018年兵庫ジュニアグランプリ、2019年名古屋グランプリ）
- タイムトゥヘヴン（2022年ダービー卿チャレンジトロフィー）

## 不祥事
2019年10月20日、東京競馬2R確定後の検量室で、松若風馬騎手に粗暴な行為を行ったとして、過怠金20万円を科された。